# Redsquare
Redsquare (en hangul, 레드스퀘어; en RR, Redeuseukweeo), estilizado como REDSQUARE, fue un grupo femenino surcoreano formado por About Entertainment y administrado por Iconic Music & Entertainment. Estaba integrado por cinco miembros: Green, Lina, ChaeA, Ari y Bomin. Debutaron oficialmente el 19 de mayo de 2020 con el álbum sencillo Prequel.

## Historia

### Predebut
Cuatro miembros de Redsquare, Green, ChaeA, Ari y Bomin, eran miembros de Good Day, un grupo femenino formado por C9 Entertainment. El grupo debutó el 30 de agosto de 2017 con su único EP, All Day Good Day. Después del debut, Green participó en el programa de supervivencia The Unit: Idol Rebooting Project, junto a otras 5 miembros. Sin embargo, fue eliminada durante la primera ronda de eliminación, ocupando el puesto 46.
Lina debutó originalmente como solista para About Entertainment, usando el nombre artístico Blenn, con su álbum sencillo Do I Feel el 16 de marzo de 2020. También apareció en producciones musicales y patrocinó la marca de cosméticos LUI & LUI.

### 2020: Debut y nueva compañía
El 23 de marzo de 2020, About Entertainment anunció que debutarían con su primer grupo femenino de 5 miembros y, posteriormente, lanzaron el primer teaser. La compañía reveló lentamente a las miembros con sus iniciales, seguidas de sus nombres artísticos completos.
El grupo debutó el 19 de mayo de 2020 con su álbum sencillo Prequel, junto con el vídeo musical del sencillo principal «ColorFull». También se presentó un avance instrumental de 46 segundos del lado B del álbum titulado «Spoiler», al que solo se podía acceder en el CD físico del álbum.
El 31 de diciembre de 2020, el grupo anunció que había firmado con una nueva compañía, Iconic Music & Entertainment (ICONIC MnE), una división de la compañía de entretenimiento Taewon Entertainment.

## Miembros
| Integrantes      | Integrantes      | Integrantes          | Integrantes                        | Integrantes                   | Integrantes                   | Integrantes |
| Nombre artístico | Nombre artístico | Nombre de nacimiento | Fecha de nacimiento                | Lugar de nacimiento           | Posición                      |             |
| Romanización     | Hangul           | Nombre de nacimiento | Fecha de nacimiento                | Lugar de nacimiento           | Posición                      |             |
| ---------------- | ---------------- | -------------------- | ---------------------------------- | ----------------------------- | ----------------------------- | ----------- |
| Green            | 그린             | Kim Ji Won           | 7 de enero de 1997 (28 años)       | Daegu, Corea del Sur          | Vocalista y bailarina         |             |
| Lina             | 리나             | Serena               | 23 de mayo de 1997 (27 años)       | San Francisco, Estados Unidos | Vocalista y bailarina         |             |
| ChaeA            | 채아             | Kim Chae Young       | 5 de julio de 1997 (27 años)       | Gunsan, Corea del Sur         | Vocalista, rapera y bailarina |             |
| Ari              | 아리             | Hwang Na Yoon        | 30 de marzo de 1999 (25 años)      | Seúl, Corea del Sur           | Vocalista y bailarina         |             |
| Bomin            | 보민             | Kim Bo Min           | 24 de septiembre de 2001 (23 años) | Gwangju, Corea del Sur        | Vocalista, rapera y bailarina |             |

## Discografía

### Álbumes Sencillos
- 2020: Prequel

### Sencillos
| Año                                                                                          | Título      | Pos. en listas | Álbum   |
| Año                                                                                          | Título      | COR            | Álbum   |
| -------------------------------------------------------------------------------------------- | ----------- | -------------- | ------- |
| 2020                                                                                         | «ColorFull» | -              | Prequel |
| "—" indica que el lanzamiento no se posicionó en la lista o no se publicó en ese territorio. |             |                |         |

## Videografía
| Año  | Título      | Director(es) | Ref.  |
| ---- | ----------- | ------------ | ----- |
| 2020 | «ColorFull» | Hong Won Ki  | [ 9 ] |